# Boris Jefimow
Boris Jefimowicz Jefimow (Friedland) (ros. Бори́с Ефи́мович Ефи́мов (Фридлянд); ur. 28 września?/11 października 1900, zm. 1 października 2008) – radziecki rysownik, karykaturzysta propagandowy.
W wieku 5 lat zaczął rysować. Uczył się w szkole realnej w Białymstoku, gdzie wraz z bratem wydawał gazetkę szkolną i był jej ilustratorem. W 1915 znalazł się w Charkowie, gdzie uczył się w szkole realnej i w 1916 zaczął tworzyć karykatury, w 1919 nawiązał współpracę z pismem „Krasnaja Armija”, w której zamieszczał rysunki agitacyjne. Od 1920 był karykaturzystą w gazetach „Kommunar”, „Bolszewik” i „Wisti”, współpracował też z gazetami „Kijewskij Proletarij” i „Proletarskaja Prawda”, w 1922 przeniósł się do Moskwy i podjął współpracę m.in. z „Raboczą Gazietą”, „Ogoniokiem”, „Izwiestiami” i „Prawdą”. Stworzył na użytek radzieckiej propagandy postać wuja Sama uosabiającego kapitalistyczną Amerykę. Jefimow ośmieszał Hitlera w karykaturach, które publikowały rosyjskie gazety w czasach II wojny światowej.
W 1975 został członkiem rzeczywistym Akademii Sztuk Pięknych ZSRR. Zmarł w wieku 108 lat. Został pochowany na Cmentarzu Nowodziewiczym w Moskwie.
Jego bratem był Michaił Kolcow, sowiecki dziennikarz, pierwszy redaktor naczelny tygodnika „Ogoniok”, korespondent wojenny podczas wojny domowej w Hiszpanii, w lutym 1940 stracony przez NKWD.

## Wybrana filmografia
- 1949: Pan Wilk
- 1953: Bajka o popie i parobku jego Bałdzie
- 1967: Prorocy i lekcje
- 1971: Zlekceważona lekcja

Źródło:

## Nagrody i odznaczenia
- Medal Sierp i Młot (6 listopada 1990)
- Order Rewolucji Październikowej (23 października 1985)
- Trzy Ordery Lenina (23 marca 1976, 26 września 1980 i 6 listopada 1990)
- Trzy Ordery Czerwonego Sztandaru Pracy (20 grudnia 1960, 4 maja 1962 i 5 listopada 1970)
- Order „Znak Honoru” (28 października 1967)
- Nagroda Stalinowska (1950, 1951)
- Nagroda Państwowa ZSRR (1972)

Źródło: